# Monestir del Corpus Christi de Llutxent

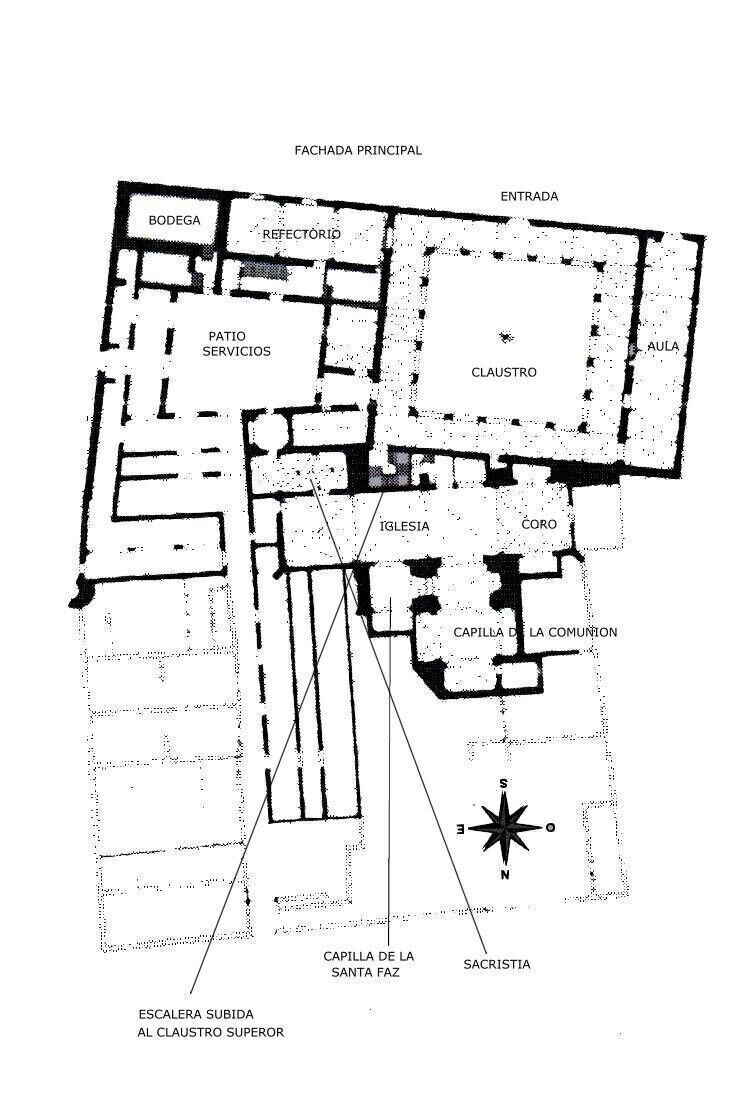
Plànol del Monastir del Corpus Christi de Llutxent

El Monestir del Corpus Christi situat en el terme municipal de Llutxent (Vall d'Albaida, País Valencià) és un edifici conventual que té els seus orígens en una ermita del segle xiii, i ampliada i renovada en segles posteriors.
Aquest monestir presenta construccions de diferents èpoques, començant-se a edificar-se a partir del segle xiv. La seua construcció està vinculada al Miracle dels Corporals, que segons la tradició va ocórrer en aquest lloc.

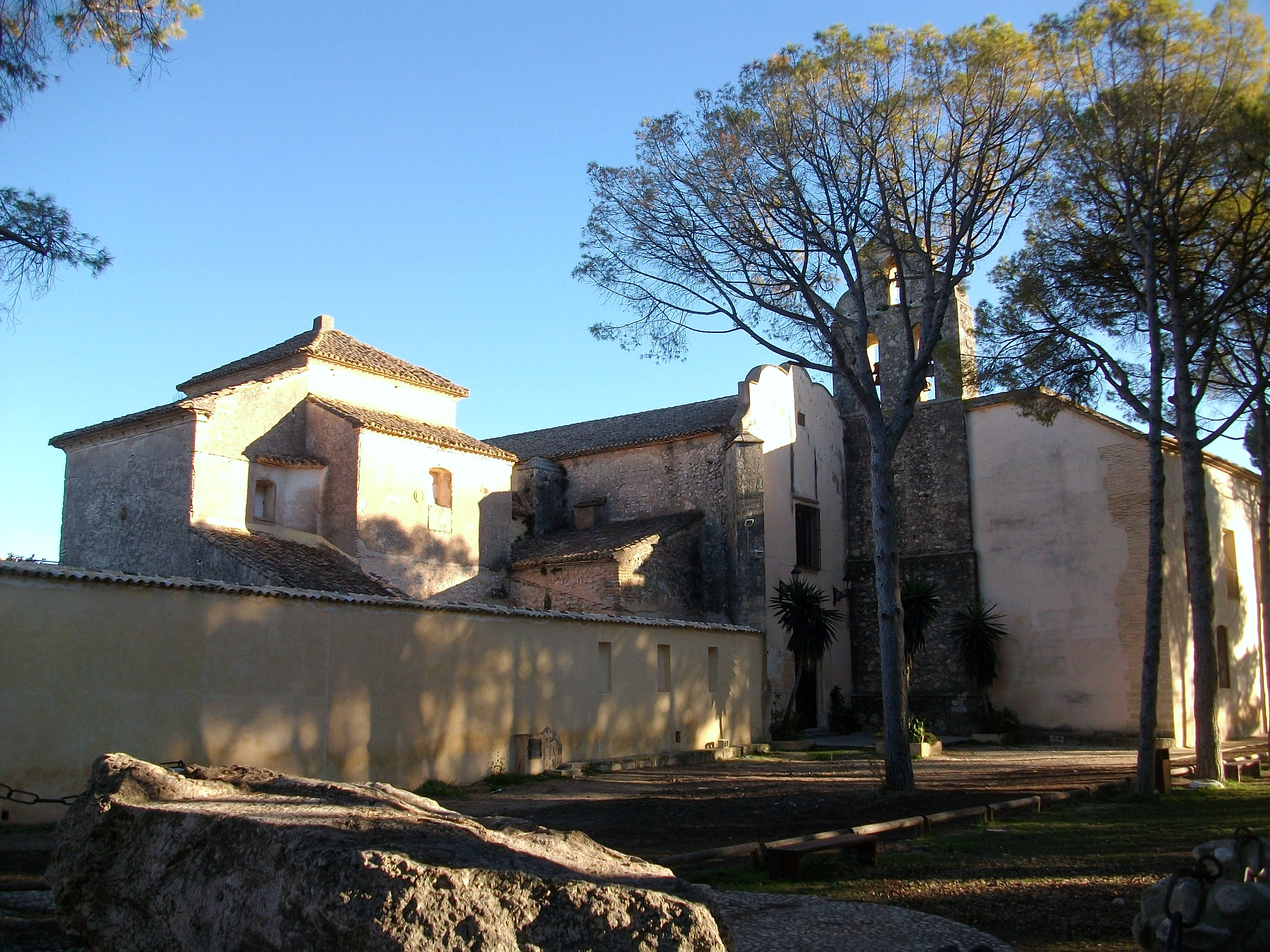
Exterior de l'església

El conjunt s'ordena a través d'un claustre, aquest al seu costat sud té l'aula capitular, les cel·les i el refectori. el claustre és de planta quadrada amb dos nivells, l'inferior s'articula amb arcs entre pilastres amb capitells decorats amb motius eucarístics.
L'església del Corpus Christi es troba al costat nord del claustre del monestir. Es tracta d'un temple d'una sola nau amb volta de creueria estrellada en el cor alt. Al costat de l'Epístola hi han dues capelles annexes construïdes en el segle xviii, són la capella de la Santa Faç i la de la Comunió, aquesta última té una planta de creu grega amb cúpula sobre petxines.
La fàbrica de l'església està feta amb maçoneria en els murs i amb carreus en els contraforts i els cantons. Cap a l'est del conjunt s'hi troba el pati de serveis al voltant del qual es distribueixen les diferents dependències per al funcionament del monestir.